# Bagno Balena

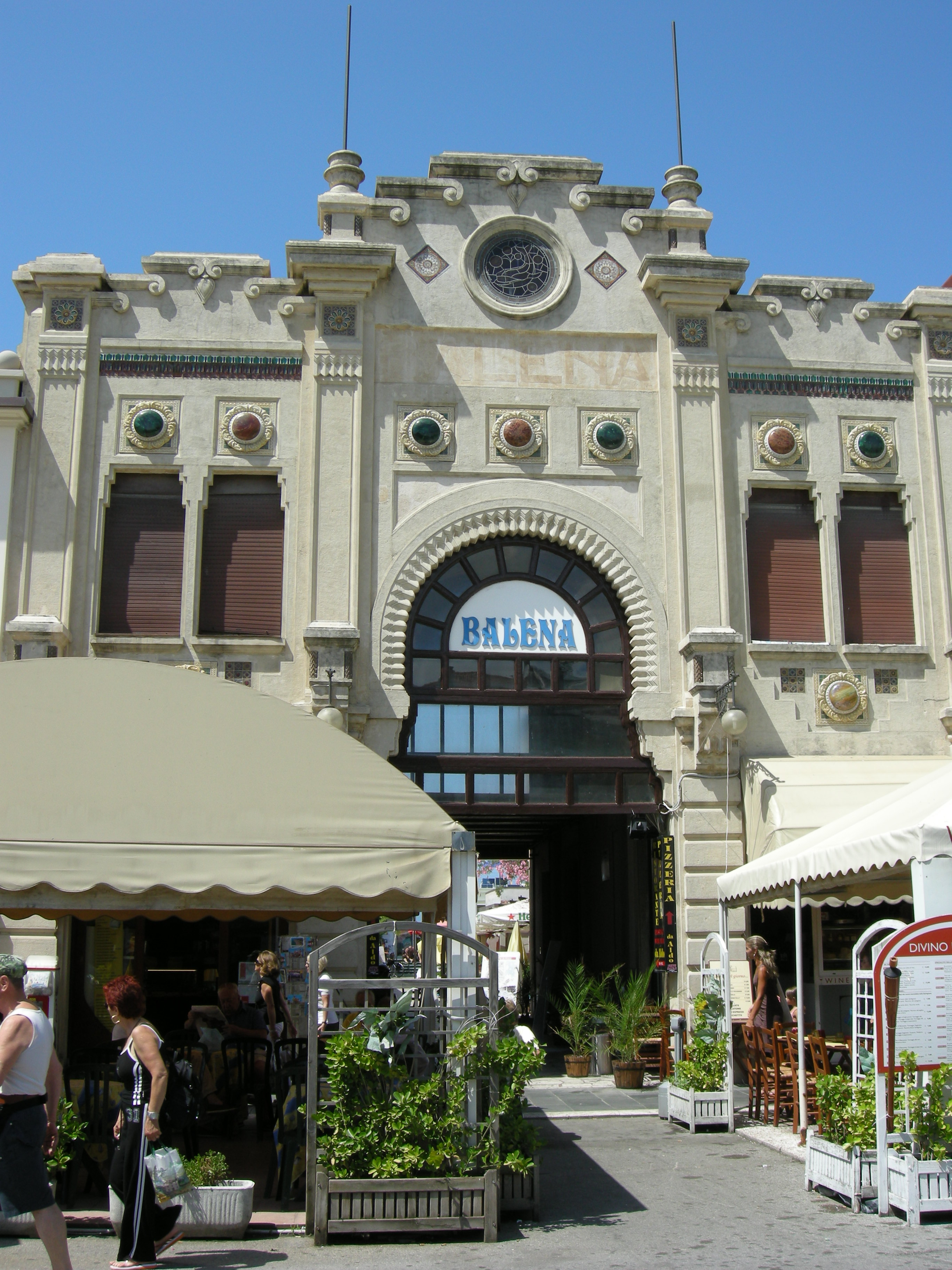
Il Bagno Balena

Il Bagno Balena è un edificio situato in Viale Regina Margherita 42 a Viareggio.

## Storia
Sorto alla fine del XIX secolo, il Bagno Balena si presentava come una costruzione interamente realizzata in legno di notevoli dimensioni caratterizzata dal grande arco che segnava l'ingresso principale dello stabilimento balneare.
Nei primi anni del 1920 i terreni costieri di lungomare passarono di proprietà dal Demanio Marittimo al Comune, e quindi si ravvisò la necessità di costituire una Commissione Speciale con il compito di riorganizzare urbanisticamente la zona dell'arenile nella quale insistevano ancora alcune costruzioni in legno rimaste salve miracolosamente dopo l'incendio del 1917.
Con il nuovo regolamento, che decretava la demolizione degli edifici non più idonei alle nuove esigenze igieniche, nel 1928 iniziò la realizzazione in muratura del nuovo ingresso Bagno Balena su disegno dell'architetto Alfredo Belluomini, che era a sua volta anche componente della citata Commissione.
I corpi edilizi posti sul retro dell'ingresso del Bagno sul viale Regina Margherita sorsero poco dopo come servizi dello stabilimento balneare e sono attualmente occupati dal ristorante.
Posto sul viale Regina Margherita, nella zona di conservazione balneare, l'ingresso trionfale del Bagno Balena rappresenta uno degli esempi più belli e interessanti del tardo liberty viareggino.
Da ricordare che negli anni trenta la struttura fu acquistata dalla famiglia Matteoni, oltre ad essa numerosi altri edifici d'importanza storica architettonica, come l'hotel Colombo a Lido di Camaiore, la quale ha fatto diventare grande il nome del "Bagno Balena", nella persona di Tommaso Matteoni.
Lo stabilimento fu poi ceduto a metà degli anni novanta per volere dello stesso Tommaso Matteoni, mentre l'edificio è tuttora di proprietà della famiglia.

## Descrizione
Dal caratteristico ingresso monumentale, il bagno Balena evidenzia a prima vista un aspetto eclettico che il progettista, Alfredo Belluomini, insieme al pittore e decoratore Galileo Chini hanno modellato nella monumentale massa dell'edificio.
Costruito nel 1928, il Balena si eleva su due piani fuori terra, ed è composto da un corpo edilizio principale, che prospetta sul viale Regina Margherita e due corpi laterali realizzati nella parte posteriore verso l'arenile.
Nell'edificio, disposto planimetricamente a U, ospita, nel corpo principale, negozi al piano terreno e appartamenti al piano superiore, mentre in quello secondario, sul retro, è presente un ristorante al piano terreno.
Interessante è il prospetto principale dove trova collocazione l'ingresso allo stabilimento posto centralmente in modo da suddividere in due corpi simmetrici l'intera volumetria.
Al piano terreno, le due grandi aperture laterali, dove trovano ingresso i negozi, sono contornate da un paramento in finto bugnato e liscio nelle fasce superiori, mentre il grande arco che sottolinea l'ingresso monumentale è caratterizzato dalla ghiera dentellata; all'interno della galleria, coperta da una volta a botte, si presentano decorazioni sull'intonaco in condizioni di avanzato degrado.
In asse alle finestre del piano primo, sopra gli architravi, sono collocati due tondi ceramici decorativi, allineati agli altri tre collocati sopra la galleria d'ingresso.
Nella fascia centrale, sempre del prospetto principale, si alternano interessanti decorazioni geometriche di Galileo Chini, mentre nella parte terminale della costruzione trova collocazione un rosone centrale in vetro colorato.